# 23017 Advincula
23017 Advincula este un asteroid din centura principală de asteroizi.

## Descriere
23017 Advincula este un asteroid din centura principală de asteroizi. A fost descoperit pe 15 noiembrie 1999 la Socorro, New Mexico, în cadrul proiectului LINEAR. Asteroidul prezintă o orbită caracterizată de o semiaxă mare de 2,52 ua, o excentricitate de 0,14 și o înclinație de 3,5° în raport cu ecliptica.